# 나카마 하야토
나카마 하야토(일본어: 仲間 隼斗, 1992년 5월 16일 ~ )는 일본의 축구 선수이다.

## 구단 경력
그는 2011년부터 J리그의 로아소 구마모토, 카마타마레 사누키, 파지아노 오카야마, 가시와 레이솔, 가시마 앤틀러스에서 뛰었다.